# Sennen no Soldier
"Sennen no Soldier" (千年のソルジャー) é um single de Hironobu Kageyama lançado pela Nippon Columbia em 21 de janeiro de 2000.

## Produção
O single contém a música homônima e a canção "HALLELUYAH", respectivamente a quarta abertura e o quarto encerramento da adaptação japonesa dublada do desenho Beast Wars (que no Japão foi chamado de Beast Wars Chouseimeitai Transformers). "HALLELUYAH" contou com a participação da cantora Mitsuko Horie.
O time de compositores trabalhava na indústria de músicas de anime há muitos anos, e inclui Yumi Yoshimoto, que escreveu canções para Zillion; Takeshi Ike, que compôs para Dragon Ball e Dragon Ball Z; Takashi Tsushimi, que trabalhou na trilha sonora de Gundam; e Seiichi Kyoda, que trabalhou nas trilhas sonoras de animes clássicos, como M.D. Geist e Kinnikuman.
Kageyama já havia feito músicas para a franquia Transformers lançadas nos singles e "The Headmasters/Kimi wa Transformer" e "Tamashii no Evolution."

## Legado
Ambas as músicas foram relançadas em diversos álbuns de músicas da franquia Transformers, como Transformers Theme Song Collection, e Transformers Song Universe.
Já o próprio Hironobu Kageyama inclui ambas as canções em seu álbum Kage chan Pack ~Kimi to Boku no Daikoushin~, que o site CD Journal diz que as músicas "fazem os fãs lembrar das grandes conquistas dessa lenda das anisons".

## Faixas
| N.º            | Título                                 | Letras         | Música           | Arranjo        | Duração |  |
| 1.             | "Sennen no Soldier"                    | Yumi Yoshimoto | Takashi Tsushimi | Seiichi Kyoda  | 4:57    |  |
| 2.             | "HALLELUYAH" (com Mitsuko Horie)       | Takeshi Ike    | T. Ike           | T. Ike         | 4:35    |  |
| 3.             | "Sennen no Soldier (original karaoke)" | instrumental   | T. Tsushimi      | S. Kyoda       | 4:57    |  |
| 4.             | "HALLELUYAH (original karaoke)"        | instrumental   | T. Ike           | T. Ike         | 4:35    |  |
| Duração total: | Duração total:                         | Duração total: | Duração total:   | Duração total: | 17:40   |  |